# 結婚式 (松本清張)
『結婚式』（けっこんしき）は、松本清張の短編小説。1960年5月『週刊朝日別冊・陽春特別号』に掲載され、1963年10月に短編集『眼の気流』収録の1作として、新潮社より刊行された。
1963年・1989年にテレビドラマ化されている。

## あらすじ
私・吉村と同期の新田徹吉は、新聞社を退社し独立、新しく広告取扱店を興した。私は新田夫婦から相談を受けていた。新田は堅気で頭のいい男だった。妻の元子はよく出来た女性で、捨て身になって夫に協力していた。10年が経ち、新田の店は、中堅の広告取扱店として押しも押されもせぬ地位を築いていた。ある日、私が新田の店に顔を出すと、受付の女性が変わっていた。20歳過ぎたくらいで彫りが深く、それまでにない美人だった。元子はその女性・佐伯光子を、いい女性としてしきりに褒めた。
それからしばらく経って、私は仕事上の宴会帰りにハイヤーに乗っていたが、ヘッドライトが前方に一組の男女を映し出し、私はあっと思った。確かに、新田徹吉と佐伯光子だった。もう少し確証を掴めたら、折を見て新田に、浮気を止めるよう忠告しようと私は思ったが、どうにも実際が掴めない。元子は相変わらず佐伯光子を可愛がっていた。しかし実は新田と光子の関係はその後も続いており、やがて元子にも露見する。

## テレビドラマ

### 1963年版
1963年1月24日と1月25日（22:15-22:45）、NHKの「松本清張シリーズ・黒の組曲」の1作として2回にわたり放映。
キャスト
- 新田徹吉：有島一郎
- 新田元子：奈良岡朋子
- 佐伯光子：近藤圭子
- 吉村：春日俊二
- ：立川恵作
- ：高島敏郎
- ：斎藤英雄
- ：青沼三朗

スタッフ
- 脚色：小幡欣治
- 音楽：別宮貞雄
- 演出：中山たかし
- 制作：NHK

### 1989年版
「松本清張サスペンス・結婚式」。1989年9月21日、読売テレビ制作・日本テレビ系列の「木曜ゴールデンドラマ」枠（21:03-22:52）にて放映。視聴率21.2%（ビデオリサーチ調べ、関東地区）。第27回ギャラクシー賞選奨受賞作品。
キャスト
- 新田元子：浅丘ルリ子
- 新田徹吉：近藤正臣
- 佐伯光子：南條玲子
- 吉村：津嘉山正種
- 長門裕之
- 片桐はいり
- 羽賀研二
- 早崎文司
- 三谷侑未
- 深谷みさお
- 小俣さより
- 山小田令子
- 宮下睦生
- 外野村晋
- 橋本菊子
- 横尾三郎
- 宗村正明

スタッフ
- 脚本：岸田理生
- プロデューサー：難波誠一（NTV映像センター）、上窪泰司（NTV映像センター）、林悦子（霧企画）
- 演出：鶴橋康夫
- 音楽：丸谷晴彦
- 撮影技術：山下悟
- 照明：小林靖直
- ロケ協力：東相模ゴルフクラブ（現：上野原カントリークラブ）、鴨川館 料亭よしだや ほか
- 制作：よみうりテレビ、NTV映像センター、霧企画

| 読売テレビ制作・日本テレビ系列 木曜ゴールデンドラマ | 読売テレビ制作・日本テレビ系列 木曜ゴールデンドラマ | 読売テレビ制作・日本テレビ系列 木曜ゴールデンドラマ |
| 前番組                                              | 番組名                                              | 次番組                                              |
| --------------------------------------------------- | --------------------------------------------------- | --------------------------------------------------- |
| 夢を食べた夫婦 （1989.9.14）                        | 松本清張サスペンス 結婚式 （1989.9.21）             | 待てば海路の秋日和 （1989.9.28）                    |